# هيلين رينتون
هيلين فيرجسون رينتون ( 13 مارس 1931– 2 يونيو 2016) ياور، عميدة جوية وضابطا في سلاح الجو الملكي الاسكتلندي ومديرة سلاح الجو الملكي النسائي في الفترة ما بين 1980 إلي 1986.

## السيرة الذاتية

### النشأة والتعليم
ولدت هيلين رينتون في 13 مارس 1931 في ديني، فالكيرك، اسكتلندا ابنه لكل من جون بول رينتون وسارة جراهام. التحقت بمدرسة إستيرلينغ الثانوية، مدرسة ثانوية حكومية في إستيرلينغ قبل أن تنتقل إلى غلاسكو لمدة عام لتلتحق بجامعة غلاسكو حيث حصلت على درجة الماجستير في الآداب مع مرتبة الشرف ودراسات الأعمال.

### المهنة العسكرية
في عام 1954، انضمت هيلين إلي سلاح الجو الملكي النسائي الاسكتلندي حيث التحقت بتدريب الضباط لمدة شهرين.
في 9 يونيو 1955، بدأت بالعمل في فرع السكرتارية كضباط طيار. بعد الانتهاء من الدورة التدريبة تم تعينها في سلاح الجو الملكي النسائي كمسؤولة حسابات أولي في لينكولنشاير، انجلترا. مع حلول 9 يونيو 1957، تمت ترقيتها إلي ضابط طيران.
في الفترة مابين عامي 1955 إلي 1960 عملت في المملكة المتحدة. في 1 أبريل 1960، تمت ترقيتها مرة أخري إلي ضابط طيران. في 9 مارس 1960، انتقلت إلي الخدمة في قبرص وظلت هناك إلي عام 1962. في عام 1963 عادت رينتون إلي المملكة المتحدة. بينما في عام 1967، انتقلت إلي السلاح الجوي الملكي الألماني في طاقم القيادة الجوية.
في عام 1968 تم ترقيتها إلي ضابط السرب كجزء من العروض الترويجية نصف السنوية. في الفترة ما بين عامي 1968 وعام 1971 انتقلت للعمل في لندن. في 1 يوليو 1971 تم ترقيتها إلي مديرة وقائدة للجناح الجوي كجزء من الترقيات نصف السنوية.  في عام 1973 انتقلت إلي قبرص وعملت كضابط أقدم في المملكة المتحدة في مقر السلاح الجوي في الشرق الأدنى حتي عام 1976. في عام 1976 عادت إلي المملكة المتحدة في منصب قائدة لمقر تدريب السلاح الجوي البريطاني وضابط أركان في وزارة الدفاع حتي عام 1978. في يناير 1977 تم ترقيتها إلي كابتن الفريق كجزء من العروض الترويجية نصف السنوية.
في 16 فبراير 1980، تم تعيين هيلين رينتون مديرة سلاح الجو الملكي النسائي بعد جوي تامبلين.

تقاعدت رينتون في 13 مارس 1986.

### الحياة الشخصية
لم تتزوج هيلين رينتون حيث صرحت في إحدى الحوارات بأن الحياة العائلية والعسكرية غير متوافقتين.

## التكريم
في 16 فبراير 1980، حصلت هيلين رينتون على وسام مساعد فخري من الملكة إليزابيث الثانية. في عام 1981، حصلت علي درجة الدكتوراه الفخرية في القانون من جامعة غلاسكو. في عام 1982، حصلت على وسام الحمام.

## الوفاة
توفيت هيلين رينتون في 2 يونيو 2016 عن عمر يناهز 85 عام.

## وصلات خارجية
- طبقة النبلاء.
- الموقع الرسمي سلاح الجو الملكي

| مناصب عسكرية      | مناصب عسكرية                                | مناصب عسكرية    |
| ----------------- | ------------------------------------------- | --------------- |
| سبقه اجوي تامبلين | قادة سلاح الجو الملكي النسائي 1980 إلى 1986 | تبعه شيرلي جونز |